# Kuronezumia pallida
Kuronezumia pallida är en fiskart som beskrevs av Sazonov och Akitoshi Iwamoto 1992. Kuronezumia pallida ingår i släktet Kuronezumia och familjen skolästfiskar. Inga underarter finns listade i Catalogue of Life.